# جو فريزر (لاعب كرة قاعدة)
جو فريزر (بالإنجليزية: Joe Frazier)‏ هو لاعب كرة قاعدة أمريكي، ولد في 6 أكتوبر 1922 في ليبرتي في الولايات المتحدة، وتوفي في 15 فبراير 2011 في بروكن أرو في الولايات المتحدة.

## وصلات خارجية
- جو فريزر على موقعبيزبول رفرنس.كوم (الدوري الرئيسي) (الإنجليزية)
- جو فريزر على موقعبيزبول رفرنس.كوم (الدوري الثانوي) (الإنجليزية)